# جهانگیرنامه
جهانگیرنامه یکی از حماسه‌های منظوم ملی ایران به زبان فارسی است در بحر متقارب (هم‌وزن شاهنامه). این حماسه‌نامه درباره دلاوریهای جهانگیر پسر رستم است. ناظم این داستان در یکی از ابیات پایانی خود را قاسم مادح معرفی می‌کند. از احوال شاعر اطلاع دیگری در دست نیست. نظم این دفتر که حدود ۶۳۰۰ بیت است، چنان‌که از بیت پایانی منظومه بر می‌آید، در هرات بوده‌است.
این منظومه از تأثیر افکار متأخر اسلامی خالی نیست و کاربرد واژگان عربی در آن به مراتب بیشتر از حماسه‌های متقدم‌تر است. از این رو ذبیح‌الله صفا تاریخ نظم آن را در پایان قرن ششم هجری یا به احتمال بیشتر در اوایل قرن هفتم هجری می‌داند. لیکن از آنجا که گاه ترکیبات و اصطلاحاتی که به طرز عجیبی متأخرتر است در منظومه یافت می‌شود صفا نتیجه می‌گیرد که در قرن نهم هجری در آن دست برده‌اند و ابیاتی به آن افزوده‌اند و ابیات احیاناً سست یا نارسای موجود در منظومه را باید نتیجهٔ الحاقات شاعر متأخرتر دانست.